# Джунусалиев, Малабай
Малабай Джунусалиев (кирг. Малабай Жунусалиев; 9 мая 1927, с. Ничке-Сай, Токтогульский район, Таласская область, Киргизская ССР, СССР — 19 февраля 1995, Бишкек, Кыргызстан) — советский киргизский государственный, политический и хозяйственный деятель. Первый секретарь Нарынского обкома КП Кыргызстана (1970—1975), заслуженный работник сельского хозяйства республики.

## Биография
Родился в селе Ничке-Сай, Токтогульский район, Таласская область, Киргизская ССР.
Трудовую деятельность начал учителем Чоргочунской неполной средней школы в селе Ничке-Сай.
- 1948—1949 гг.- инструктор Джалал-Абадского обкома КП Киргизской ССР;
- 1949—1950 гг. — ответственный секретарь областной газеты «Большевиктик жол»;
- 1950—1952 гг.- секретарь Уч-Терекского райкома КП Киргизской ССР
- 1952—1954 гг.- помощник первого секретаря Джалал-Абадского обкома КП Киргизской ССР;
- 1954—1957 гг. — заведующий отдела партийных органов Джалал-Абадского обкома КП Киргизской ССР;
- 1957—1961 гг. — первый секретарь Базар-Курганского райкома КП Киргизской ССР;
- 1961—1962 гг. — председатель исполкома Фрунзенского горсовета депутатов трудящихся;
- 1962—1966 гг. — заведующий отделом административных и торгово-финансовых органов ЦК КП Киргизской ССР;
- 1966—1969 гг. — начальник ЦСУ Киргизской ССР;
- 1969—1970 гг. — первый секретарь Тюпского райкома КП Киргизской ССР;
- 1970—1975 гг. — первый секретарь Нарынского обкома КП Киргизской ССР;
- 1975—1979 гг. — зам председателя Госкомитета Совета Министров Киргизской ССР по труду;
- 1979 г. Февраль — председатель колхоза им. Ленина Сузакского района Ошской области, Киргизской ССР, председатель областных советов ветеранов войны, труда, также Ассамблеи народа Кыргызстана

Член ЦК КП Кыргызстана (1960—1976), депутат Верховного Совета Киргизский ССР (1959—1975), депутат Верховного Совета СССР (1974—1979).

## Награды
- март 1971 г. орден «Октябрьской революции»;
- март 1974 г. орден «Трудового Красного знамени»;
- август 1946 г. юбилейная медаль «За доблестный труд в Великой Отечественной войне 1941—1945 гг.»;
- февраль 1957 г. медаль «За доблестный труд»;
- март 1965 г. медаль «За трудовое отличие»;
- май 1970 медаль «Сто летие со дня рождения В. И. Ленина».